# Station Jember
Jember is een spoorwegstation in de Indonesische provincie Oost-Java.

## Bestemmingen
- Mutiara Timur: naar Station Surabaya Gubeng en Station Banyuwangi Baru
- Logawa: naar Station Purwokerto
- Sri Tanjung: naar Station Lempuyangan en Station Banyuwangi Baru
- Tawang Alun: naar Station Malang en Station Banyuwangi Baru
- Pandanwangi: naar Station Banyuwangi Baru
- Probowangi: naar Station Probolinggo en Station Banyuwangi Baru